# ATPクエン酸シンターゼ
ATPクエン酸シンターゼ(ATP citrate synthase、EC 2.3.3.7)は、以下の化学反応を触媒する酵素である。
ADP + リン酸 + アセチルCoA + オキサロ酢酸{\displaystyle \rightleftharpoons }ATP + クエン酸 + 補酵素A
従って、この酵素の基質はADPとリン酸とアセチルCoAとオキサロ酢酸の4つ、生成物はATPとクエン酸と補酵素Aの3つである。
この酵素は転移酵素、特にアシル基をアルキル基に変換するアシルトランスフェラーゼに分類される。系統名はアセチルCoA:オキサロ酢酸 C-ブタノイルトランスフェラーゼ [(pro-S)-カルボキシメチル形成, ADPリン酸化](acetyl-CoA:oxaloacetate C-acetyltransferase [(pro-S)-carboxymethyl-forming, ADP-phosphorylating])である。他に、ATP-citric lyase、adenosine triphosphate citrate lyase、citrate cleavage enzyme、citrate-ATP lyase、citric cleavage enzymeやATP citrate (pro-S)-lyase等とも呼ばれている。この酵素は、クエン酸回路、逆クエン酸回路に関与している。